# Stratiomys ventralis
Stratiomys ventralis är en tvåvingeart som beskrevs av Friedrich Hermann Loew 1847. Stratiomys ventralis ingår i släktet Stratiomys och familjen vapenflugor. Inga underarter finns listade i Catalogue of Life.